# Plan général de coordination (France)
Le plan général de coordination (PGC) ou plus complètement plan général de coordination de sécurité et de protection de la santé (PGCSPS) est un document, imposé par la règlementation française, qui définit l’ensemble des mesures qui doivent être mises en œuvre pour prévenir les risques sur certains chantiers de travaux de construction, de maintenance, etc. 
Le PGC est requis pour toutes les opérations de catégories 1 ou 2, et aussi pour celles de catégorie 3 (PGCSPS simplifié) comportant des « travaux à risques particuliers ».

## Définition du PGCSPS
La définition règlementaire donnée par le code du travail dans son nouvel article R4532-43 (anciennement article R238-21), est exactement la suivante :

« Le plan général de coordination est un document écrit qui définit l'ensemble des mesures propres à prévenir les risques découlant de l'interférence des activités des différents intervenants sur le chantier, ou de la succession de leurs activités lorsqu'une intervention laisse subsister après son achèvement des risques pour les autres entreprises. »

Les trois catégories d’opérations déterminant les niveaux de coordination de sécurité sont définies par l'article R.4532-1 du Code du travail  : 
- Catégorie 1 : opérations de plus de 10 000 hommes x jour (soit plus de 80 000 h ou environ 4 millions d'euros) avec au moins 10 entreprises pour les opérations de bâtiment ou 5 pour les opérations de génie civil.
- Catégorie 2 : opérations de plus de 500 hommes x jour (soit 4 000 h ou environ 300 000 euros) ou chantier de 30 jours avec un effectif en pointe supérieur à 20 salariés et hors catégorie 1
- Catégorie 3 : autres opérations

Le PGC est obligatoire pour toutes les opérations de catégorie 1 ou 2, ainsi que pour les opérations de catégorie 3 présentant des « travaux à risques particuliers » au sens de l'arrêté du 25 février 2003 modifié.

## Contenu du PGCSPS suivant les modalités
Le contenu du PGCSPS est également défini par le code du travail dans son article R4532-44
« 
Le plan général de coordination est joint aux autres documents remis par le maître d'ouvrage aux entrepreneurs qui envisagent de contracter. Il énonce notamment : 
1. Les renseignements d'ordre administratif intéressant le chantier, et notamment ceux complétant la déclaration préalable ;
2. Les mesures d'organisation générale du chantier arrêtées par le maître d'œuvre en concertation avec le coordonnateur ;
3. Les mesures de coordination prises par le coordonnateur en matière de sécurité et de santé et les sujétions qui en découlent concernant, notamment : 
  - a) Les voies ou zones de déplacement ou de circulation horizontales ou verticales ;
  - b) Les conditions de manutention des différents matériaux et matériels, en particulier pour ce qui concerne l'interférence des appareils de levage sur le chantier ou à proximité, ainsi que la limitation du recours aux manutentions manuelles ;
  - c) La délimitation et l'aménagement des zones de stockage et d'entreposage des différents matériaux, en particulier s'il s'agit de matières ou de substances dangereuses ;
  - d) Les conditions de stockage, d'élimination ou d'évacuation des déchets et des décombres ;
  - e) Les conditions d'enlèvement des matériaux dangereux utilisés ;
  - f) L'utilisation des protections collectives, des accès provisoires et de l'installation électrique générale ;
  - g) Les mesures prises en matière d'interactions sur le site ;

4. Les sujétions découlant des interférences avec des activités d'exploitation sur le site à l'intérieur ou à proximité duquel est implanté le chantier ;
5. Les mesures générales prises pour assurer le maintien du chantier en bon ordre et en état de salubrité satisfaisant, notamment : 
  - a) Pour les opérations de construction de bâtiment, les mesures arrêtées par le maître de l'ouvrage en application de l'article R. 4533-1 ;
  - b) Pour les opérations de génie civil, les dispositions prises par le maître d'ouvrage pour établir des conditions telles que les locaux destinés au personnel du chantier soient conformes aux prescriptions qui leur sont applicables en matière de santé, de sécurité et de conditions de travail ;

6. Les renseignements pratiques propres au lieu de l'opération concernant les secours et l'évacuation des travailleurs ainsi que les mesures communes d'organisation prises en la matière ;
7. Les modalités de coopération entre les entrepreneurs, employeurs ou travailleurs indépendants.

 »

### Légifrance
- legifrance.gouv.fr Décret n°2008-244 du 7 mars 2008-art.(V)

1. ↑  legifrance.gouv.fr Nouvel article R4532-43 du code du travail sur Légifrance.
2. ↑  legifrance.gouv.fr Ancien article R238-21 du code du travail sur Légifrance, abrogé et remplacé par le R4532-43.
3. ↑  legifrance.gouv.fr Arrêté du 25 février 2003 pris pour l'application de l'article L. 235-6 du code du travail fixant une liste de travaux comportant des risques particuliers pour lesquels un plan général simplifié de coordination en matière de sécurité et de protection de la santé est requis.
4. ↑  legifrance.gouv.fr Nouvel article R4532-44 du code du travail sur Légifrance.

### Autres
- inrs.fr Outils de la coordination SPS.